# 劳拉·希尔
劳拉·希尔（西班牙語：Laura Gil，1992年4月24日—），西班牙女子篮球运动员。她曾代表西班牙国家队参加2016年和2020年夏季奥林匹克运动会篮球比赛，其中2016年奥运会获得一枚银牌。